# Pontaumur
Pontaumur település Franciaországban, Puy-de-Dôme megyében. Lakosainak száma 659 fő (2022. január 1.). Pontaumur Cisternes-la-Forêt, Combrailles, La Goutelle, Landogne és Miremont községekkel határos.

## Népesség
A település népességének változása:
| Lakosok száma | 714  | 672  | 794  | 645  | 639  | 634  | 632  | 649  | 659  |
|               | 2013 | 2015 | 2016 | 2017 | 2018 | 2019 | 2020 | 2021 | 2022 |